# باور إنترناشيونال القابضة
باور إنترناشيونال القابضة هي مجموعة قطرية أسسها معتز الخياط ورامز الخياط.
تقع محفظة المجموعة في خمسة قطاعات رئيسية هي: المقاولات العامة والتطوير العقاري والزراعة والصناعات الغذائية وأسلوب الحياة والترفيه والضيافة والخدمات. توظف مجموعة الشركات أكثر من 41000 موظف.
من خلال شركات الإنشاء التابعة لها، أنجزت باور إنترناشيونال القابضة مشاريع تشمل مول قطر وجزيرة الموز واستاد لخويا وفندق ومركز المؤتمرات شيراتون الدوحة في قطر. تشمل المشاريع الدولية فندق والدورف أستوريا الفاخر في جزر المالديف.
أعلنت شركة الأصول العقارية التابعة لشركة باور إنترناشيونال القابضة، في فبراير 2020، عن الانتهاء من برج باي ووك السكني المكون من 23 طابقًا في اللؤلؤة-قطر.
باور إنترناشيونال القابضة هي الشركة الأم لشركة بلدنا للصناعات الغذائية، والتي تأسست في عام 2014. صعدت الشركة ومؤسسوها إلى الصدارة في عام 2017 خلال حصار قطر، ورفعت الهواء في 4000 بقرة هولشتاين وجعلت الدولة مكتفية ذاتيا في إنتاج الألبان. قامت الشركة ببناء أبقار خاصة مع أنظمة التحكم في درجة الحرارة، لخلق بيئة مناسبة للماشية على الرغم من المناخ القاحل في قطر.
بحلول يونيو 2019، ذكرت بلدنا أنها تمد أكثر من نصف إمدادات الحليب الطازج في قطر وبدأت في التصدير إلى دول أخرى. الشركة مدرجة في بورصة قطر.

## مجموعة من الشركات
تمتلك الشركات التابعة لمحفظة باور إنترناشيونال القابضة أربع شركات فرعية، والتي توسعت بشكل أكبر عموديا وأفقيا.
- يو سي سي القابضة
- بلدنا للصناعات الغذائية
- الأصول العقارية
- مجموعة أورا